# Машін-Хане
Машін-Хане (перс. ماشين خانه) — село в Ірані, у дегестані Кухестані-є-Талеш, у Центральному бахші, шагрестані Талеш остану Ґілян. За даними перепису 2006 року, його населення становило 424 особи, що проживали у складі 82 сімей.

## Клімат
Середня річна температура становить 13,45 °C, середня максимальна – 27,08 °C, а середня мінімальна – -0,82 °C. Середня річна кількість опадів – 692 мм.
| Клімат поселення                              | Клімат поселення | Клімат поселення | Клімат поселення | Клімат поселення | Клімат поселення | Клімат поселення | Клімат поселення | Клімат поселення | Клімат поселення | Клімат поселення | Клімат поселення | Клімат поселення | Клімат поселення |
| Показник                                      | Січ.             | Лют.             | Бер.             | Квіт.            | Трав.            | Черв.            | Лип.             | Серп.            | Вер.             | Жовт.            | Лист.            | Груд.            |                  |
| Середній максимум, °C                         | 9,85             | 10,40            | 12,12            | 16,83            | 20,43            | 25,15            | 27,08            | 26,87            | 22,25            | 19,81            | 15,44            | 11,49            |                  |
| Середня температура, °C                       | 4,51             | 5,06             | 6,78             | 11,48            | 15,09            | 19,80            | 23,03            | 22,81            | 18,18            | 15,74            | 11,39            | 7,43             |                  |
| Середній мінімум, °C                          | −0,82            | −0,29            | 1,43             | 6,14             | 9,75             | 14,46            | 18,98            | 18,77            | 14,14            | 11,69            | 7,33             | 3,38             |                  |
| Норма опадів, мм                              | 61               | 55               | 65               | 57               | 43               | 26               | 11               | 29               | 70               | 110              | 79               | 86               |                  |
| Середньомісячна швидкість вітру, м/с          | 2.25             | 2.40             | 2.40             | 2.42             | 2.26             | 2.35             | 2.60             | 2.40             | 2.05             | 2.01             | 1.99             | 2.00             |                  |
| Середньомісячна сонячна радіація, кДж/м²·день | 6859             | 9225             | 11355            | 15862            | 19859            | 22530            | 23577            | 20027            | 16316            | 11040            | 8433             | 6491             |                  |
| --------------------------------------------- | ---------------- | ---------------- | ---------------- | ---------------- | ---------------- | ---------------- | ---------------- | ---------------- | ---------------- | ---------------- | ---------------- | ---------------- | ---------------- |
| Джерело:                                      |                  |                  |                  |                  |                  |                  |                  |                  |                  |                  |                  |                  |                  |